# Sayyid Qutb
Sàyyid Qutb (àrab: سيد قطب, Sayyid Quṭb) (Musha o Qaha, província d'Asyuf, Egipte, 8 d'octubre de 1906 - ?, 29 d'agost de 1966) va ser un autor i activista polític egipci, i actiu militant musulmà lligat als Germans Musulmans, una de les principals entitats fonamentalistes islàmiques.

## Ideari i influències
Sàyyid Qutb, fou un dels pensadors més influents en el món islàmic, va néixer a Musha (o Qaha), a la província d'Asyuf, al sud d'Egipte. Era el més gran de cinc germans, tres dels quals, Muhàmmad, Amina i Hamida, van seguir els passos de Qutb.
Qutb és considerat un dels principals teòrics de l'islamisme modern. Després de viure un temps als Estats Units per tal d'estudiar-ne el sistema educatiu va tornar a Egipte amb la convicció que la societat occidental estava malalta d'individualisme i que els països musulmans correrien el mateix risc si es veien influïts per Occident. Fonamentava la seva visió política i ideològica en la necessitat de «netejar» la societat musulmana de qualsevol influència occidental. A més d'això, afirmava que els règims musulmans contemporanis eren apòstates, en aplicar les lleis seculars i laiques en comptes de la xaria, instituïda per Déu.
El pensament de Qutb és considerat per molts historiadors com una de les principals influències conformadores de la secta Takfir Wal Hijra i d'Al-Qaida, i en especial, dels seus líders, Ayman al-Zawahirí i Ossama bin Laden. Un dels conceptes centrals de la visió de Qutb és el de jahiliyya, o «ignorància preislàmica». L'influx de Qutb i la seva obra en l'anomenat «radicalisme» islàmic contemporani fou decisiu. El germà de Qutb, Muhàmmad, va ser professor d'Ossama bin Laden.
El 30 d'agost de 1965, Nasser va acusar oficialment els Germans Musulmans, prèviament il·legalitzats el 1954, d'haver-se reconstituït. El seu líder, Sàyyid Qutb, va ser detingut, jutjat i executat per traïció el 29 d'agost de 1966.